# Palazzo Serra di Cassano

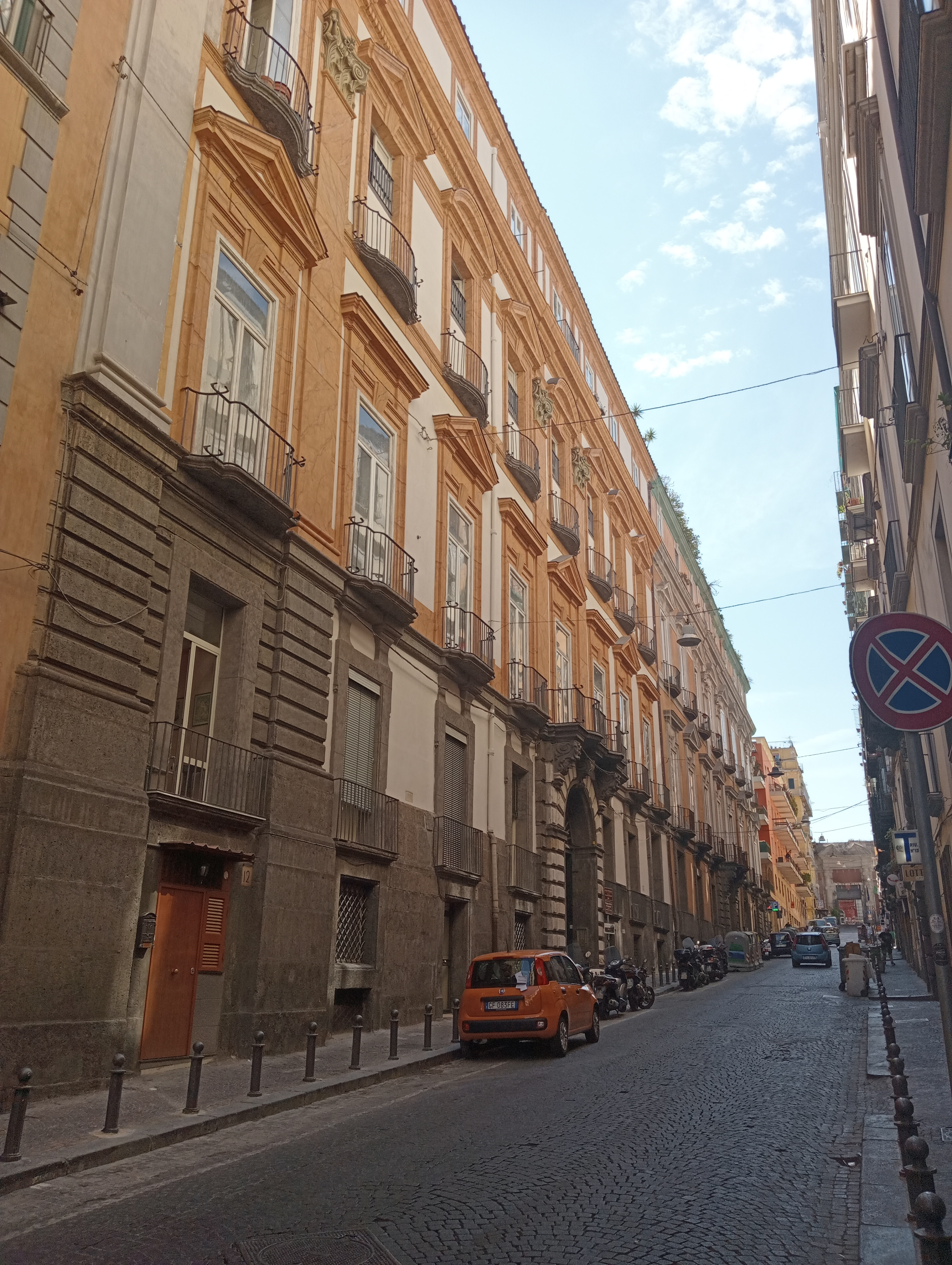
Palazzo Serra di Cassano in Neapel: Fassade zur Via Monte di Dio (2022)

Der Palazzo Serra di Cassano ist ein Palast aus dem 18. Jahrhundert auf dem Hügel von Pizzofalcone im Viertel San Ferdinando in Neapel in der italienischen Region Kampanien. Er liegt in der Via Monte di Dio, 14. Er ist nach einer neapolitanischen Adelsfamilie Genueser Ursprungs benannt, die seine Errichtung beauftragte.

## Geschichte und Beschreibung
Der Palast wurde auf den Resten eines vorher existierenden Gebäudes in den 1710er- und 1720er-Jahren unter der Leitung von Ferdinando Sanfelice errichtet, der in jenen Jahren auch an der benachbarten Chiesa della Nunziatella arbeitete. Von besonderer architektonischer Bedeutung ist die imposante und eindrucksvolle Monumentaltreppe, die ebenfalls von diesem Architekten realisiert wurde, der in dieser Zeit in Neapel für seine besonderen Zugangstreppen zu den unter seiner Leitung errichteten Palästen bekannt war. Weitere Beispiele hierfür sind der Palazzo Sanfelice und der Palazzo dello Spagnolo.
Das historische Eingangstor des Palastes, das das Gebäude, das an der Via Egiziaca liegt, direkt mit dem achteckigen Innenhof verbindet, der dem des Palazzo Doria d’Angri ähnelt, aber tiefer und größer ist, wurde 1799 als Zeichen der Trauer und des Protestes verschlossen, weil der Sohn des Herzogs Serra di Cassano, Gennaro Serra di Cassano, in der Folge der Ereignisse der parthenopäischen Republik verurteilt wurde, da der junge Adlige zu einem Teilnehmer der Revolution erklärt wurde. Daher wurde nach Schließung des alten Eingangs zum königlichen Palast hin der heutige Eingang im rückwärtigen Teil des Palastes zur ‚‚Via Monte di Dio‘‘ hin geöffnet.
Auch dieser Eingang führt, nachdem man einige Vorhallen passiert hat, in den achteckigen Innenhof, der Giuseppe Astarita zu verdanken ist. Nach dem Durchschreiten einer breiten Arkade führt der Weg ebenfalls zur Monumentaltreppe.
Anders als andere von Sanfelice projektierte Treppen sind diese weder offen noch untereinander gekreuzt, sondern geschlossen und mit einer doppelten Rampe und einem einzigen Körper versehen, wobei sie auch durch die Farbkontraste zwischen dem (dunkelgrauen) Piperno und dem weißen Marmor, die das Bauteil auszeichnen, große Faszination hervorruft.
Im Zweiten Weltkrieg wurde der Palast durch Bomben beschädigt, aber später auf Betreiben des Herzogs Francesco Serra di Cassano (1914–1998) so gut wie möglich restauriert.
1960 wurde dort in Zusammenhang mit den Olympischen Spielen in Rom der sogenannte Ballo dei Re (dt.: Ball des Königs) abgehalten.
In den Jahren 2021–2024 wurde die Hälfte der Fassaden zur Via Monte di Dio und zu den Innenhöfen hin restauriert.

### Innenräume
Im Jahre 1983 kaufte der italienische Staat die große herzogliche Wohnung und nutzt sie für das Italienische Institut für philosophische Studien. Es gibt dort 40 Säle, in denen ein Teil der ursprünglichen Einrichtung und der ursprünglichen Dekoration erhalten ist. Besondere Bedeutung kommt dabei folgenden Räumlichkeiten zu: Das große Vorzimmer, das von den Brüdern Giuseppe und Gioacchino Magri mit Fresken versehen wurde, die an den Wänden architektonische Perspektiven und das Familienwappen in einem Tuch, begrenzt durch eine Balustrade auf dem Gewölbe zeigen; der Spiegelsalon mit etwa 280 m² Grundfläche, der früher für Bälle genutzt wurde; der Saal der vier Jahreszeiten, der so genannt wird, weil Giacinto Diano dort die Supraporten schuf, die diese in allegorischer Weise zeigen, außerdem ist dort das Gewölbe mit Fresken in Trompe-l’œil-Technik von Giovan Battista Natali versehen (der in derselben Technik die Gewölbe vierer weiterer Räume im Palast bemalte), wogegen an den Wänden sich ein großes Gemälde mit dem „Urteil des Salomon“ von Mattia Preti befindet; schließlich der Kapitelsaal, in dem ebenfalls Giacinto Diano innerhalb der Dekoration aus vergoldetem Stuck, der aus Blattwerk und Girlanden besteht, im Gewölbe in vier Ovalen in den Ecken und in den Supraporten Szenen aus den Schlachten von Publius Cornelius Scipio Africanus malte.

## Bildergalerie

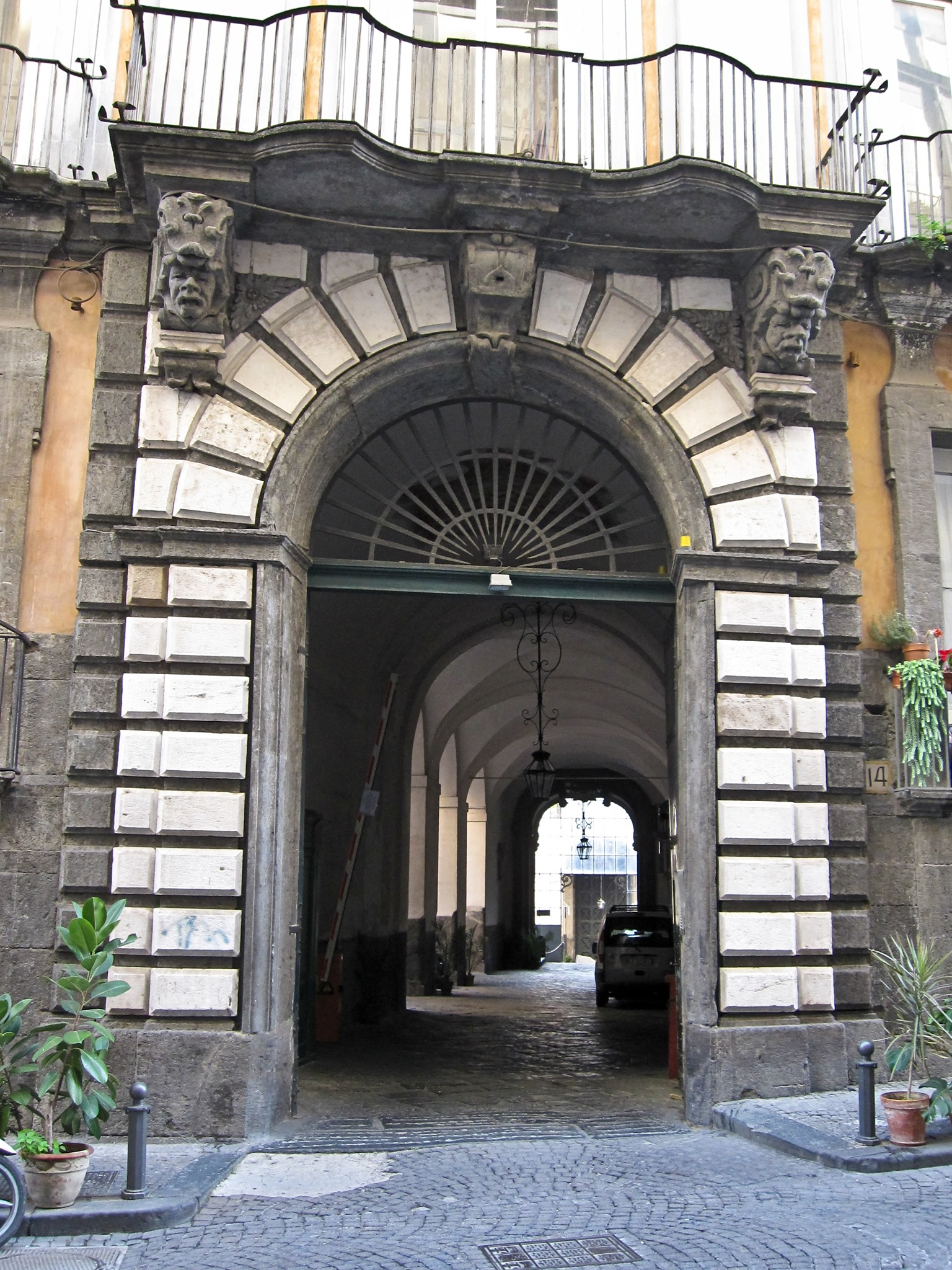
Das Portal zur Via Monte di Dio
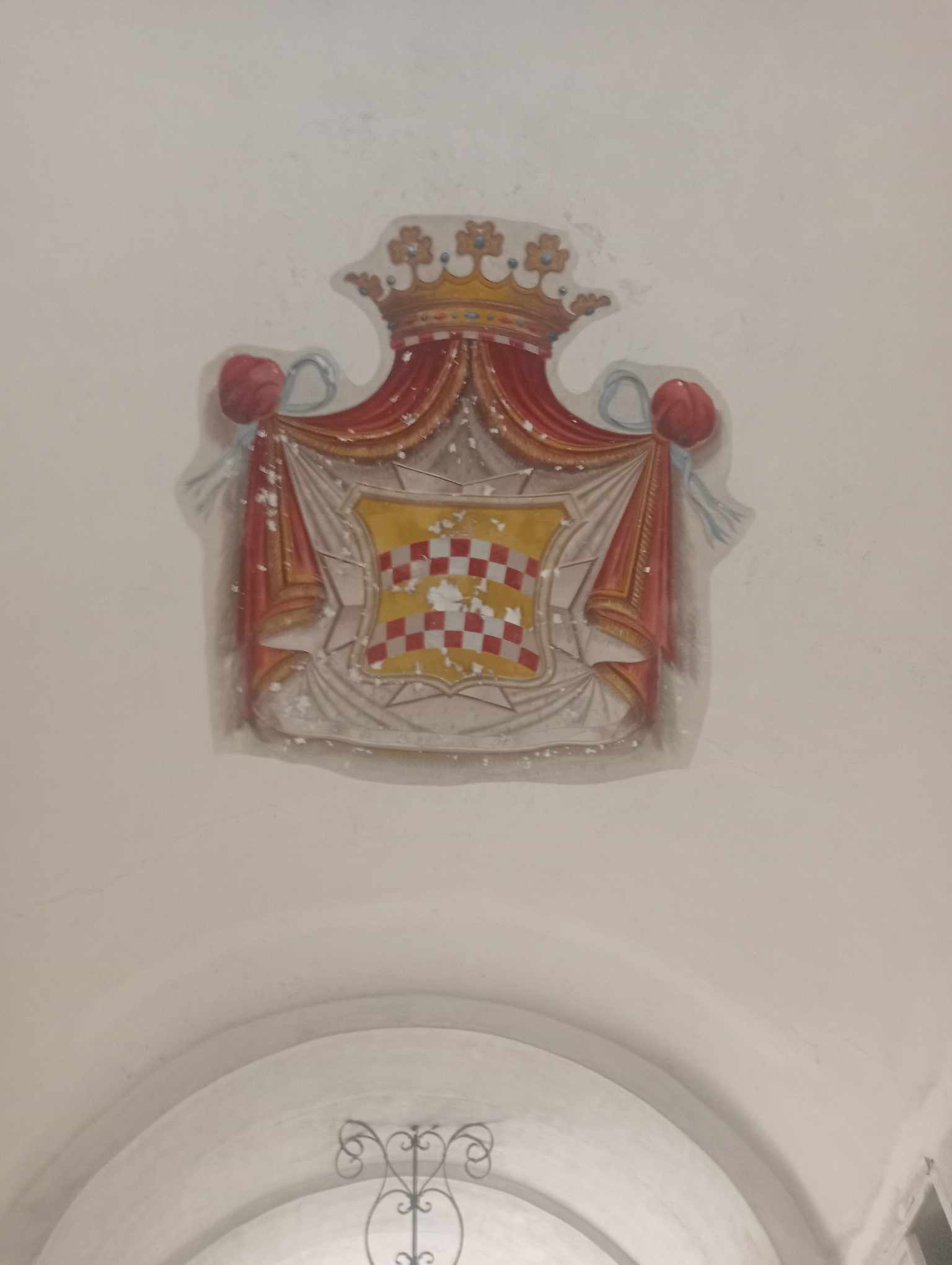
Das Wappen
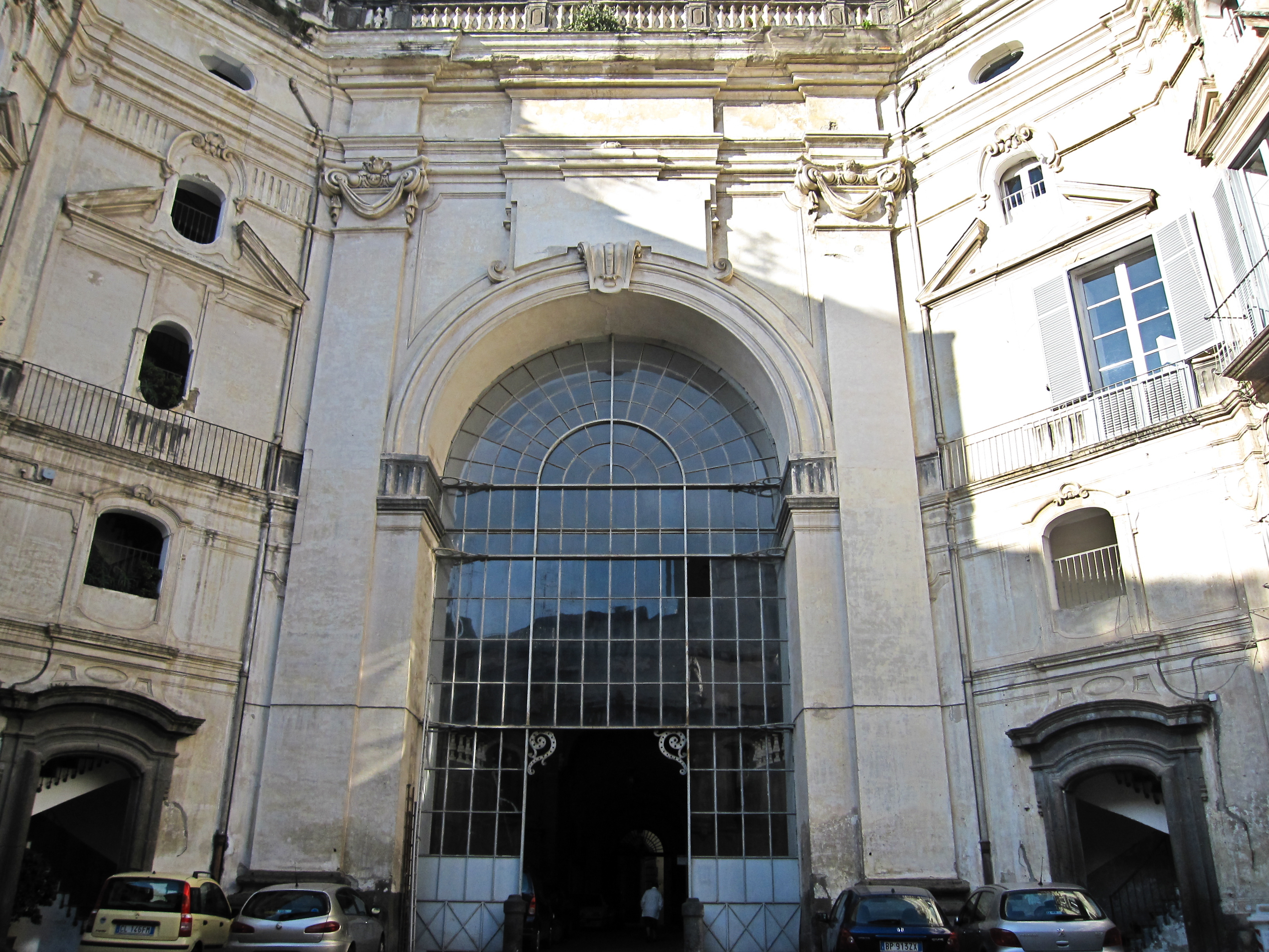
Die große Arkade im achteckigen Innenhof
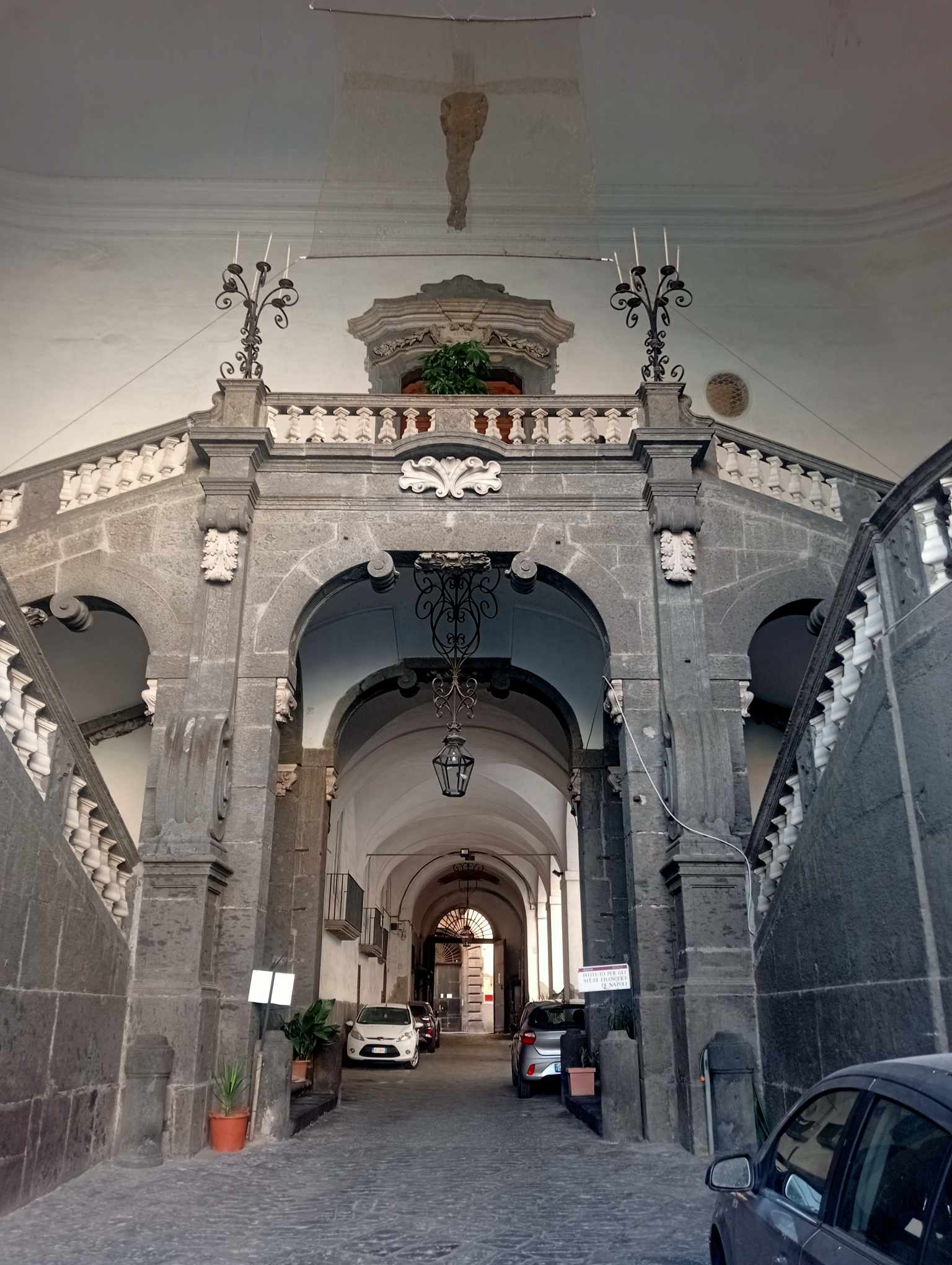
Die Monumentaltreppe
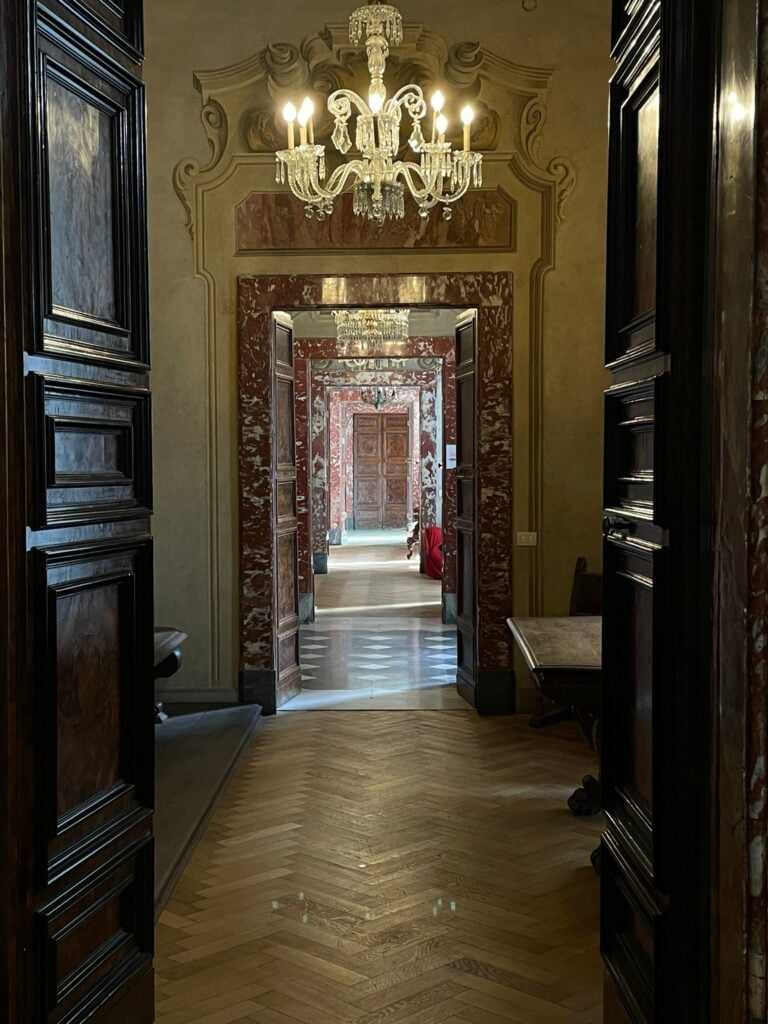
Reihe der Säle